# ウィーズ
『ウィーズ』（原題：Weeds）は、1987年制作のアメリカ合衆国の映画。
仮出所なしの終身刑に処せられた囚人がふとしたことから演劇に目覚め、夢にまで見た仮出所を果たし、オフ・ブロードウェイの舞台に立つまでを描いたドラマ映画で、俳優・劇作家のリック・クラッチーの実体験を基にしている。
ビデオタイトルは『ウィーズ/塀の中からブロードウェイ』。

## あらすじ
強盗などの常習犯で恩赦なしの終身刑に処せられ、カリフォルニアのサン・クエンティン州立刑務所に収監されたリーは絶望感から逃れるため、図書館から本を借り、次々と読破していく。
3年後、リーは慰問公演を見たのをきっかけに自分でも戯曲を書こうと思いたち、自分たちの日常を基にした「ウィーズ」を書きあげる。リーは仲間の囚人から出演者をつのり、副所長の許可を得て公演を行う。公演を見た女性記者リリアンの尽力もあって、リーはついに仮出所を承認される。
リーはすでに出所したかつての仲間を集めて劇団を結成、トレーラー車を購入して巡業の旅に出る。途中、「ウィーズ」に盗作疑惑が出て改編を余儀なくされたり、仲間が巡業先でトラブルを起こすなどの様々な困難もあったが、それを乗り越えたリーたちは、ついにオフ・ブロードウェイの舞台に立ち、場内の熱狂的な拍手を浴びるのだった。

## キャスト
- リー・アームステッター：ニック・ノルティ
- クロード：レイン・スミス
- バート：ウィリアム・フォーサイス
- カーマイン：ジョー・マンテーニャ
- バグダッド：アーニー・ハドソン
- デイヴ：マーク・ロルストン
- リリアン：リタ・タガート
- ナバロ：ジョン・トールズ＝ベイ
- ラザラス：J・J・ジョンストン
- リーの母親：アン・ラムジー